# Kanton Audruicq
Audruicq (Nederlands: Ouderwijk) is een voormalig kanton van het Franse departement Pas-de-Calais. Het kanton maakte deel uit van het arrondissement Sint-Omaars.
In maart 2015 werd het kanton opgeheven en ging het op in het nieuwgevormde kanton Marck. Hierbij wisselden de gemeenten ook van arrondissement, want tegenwoordig liggen ze in het arrondissement Calais.

## Gemeenten
Het kanton Audruicq omvatte de volgende gemeenten:
- Audruicq (hoofdplaats)
- Guemps
- Nortkerque
- Nouvelle-Église
- Offekerque
- Oye-Plage
- Polincove
- Ruminghem
- Sainte-Marie-Kerque
- Saint-Folquin
- Saint-Omer-Capelle
- Vieille-Église
- Zutkerque